# Paphiopedilum barbigerum
Paphiopedilum barbigerum — многолетнее трявянистое растение семейства Орхидные.
Вид не имеет устоявшегося русского названия.

## Синонимы
По данным Королевских ботанических садов в Кью:
- Paphiopedilum insigne var. barbigerum (Tang & F.T.Wang) Braem, 1988
- Paphiopedilum coccineum Perner & R.Herrm., 2000
- Paphiopedilum barbigerum var. coccineum (Perner & R.Herrm.) Cavestro, 2001
- Paphiopedilum barbigerum f. aureum (H.S.Hua) O.Gruss & Roeth, 1999
- Paphiopedilum barbigerum var. aureum H.S.Hua, 1999

## Природныеразновидности
По данным Королевских ботанических садов в Кью:
- Paphiopedilum barbigerum var. barbigerum 
Синонимы: 
 Paphiopedilum barbigerum f. aureum (H.S.Hua) O.Gruss & Roeth, 1999 
Paphiopedilum barbigerum var. aureum H.S.Hua, 1999
- Paphiopedilum barbigerum var. lockianum Aver., 2002 
Синонимы:  
 Paphiopedilum coccineum Perner & R.Herrm., 2000 
Paphiopedilum barbigerum var. coccineum (Perner & R.Herrm.) Cavestro, 2001

В 2002 году Л. Аверьяновым описана Paph. barbigerum var. lockianum.
В его же публикации вышедшей в 2008 году, вариация Paph. barbigerum var. lockianum рассматривается, как синоним var. cocineum:
- Paphiopedilum barbigerum var. cocineum 
Парус белый с равномерно бледно-розовым, розовым, коричневато-розовым или карминовым центром. 
Синонимы: 
 Paph. coccineum Perner et R.Herrmann, 2000 
 Paph. barbigerum  var. lockianum  Aver., 2002 
Paph. vejvarutianum Gruss et Roellke, 2003[4]
- Paphiopedilum barbigerum var. aspersum 
Парус белый или желтовато-розового цвета с розовым или розово-карминовым центром испещренным многочисленными контрастными темно-коричневыми или пурпурно-коричневыми пятнами. 
Морфология промежуточная между Paphiopedilum insigne и другими пафиопедилюмами Индокитая Insigne-комплекса (таких как Paphiopedilum barbigerum var. cocineum и Paphiopedilum henryanum).
Синонимы: 
Paphiopedilum ×aspersum Aver., 2002 
Paphiopedilum trantuanhii Gaetan Gogniat et X.G. de Loubresse, 2008

## Естественныегибриды
- Paph. barbigerum var. aspersum × Paph. gratrixianum. Fl. October. Studied samples. Lam Dong, Dalat area, Averyanov s.n., 2005 (данных по распространению и экологии нет)[3]

## Этимология
Видовое название «barbigerum» образовано от латинского слова «barba» — борода, пучок волос. Связано с наличием волосков в основании боковых лепестков.

## Биологическое описание
Побег симподиального типа, скрыт основаниями 4—6 листьев.
Листья узколанцетные, равномерно зеленые, 8—14 в длину, 0.7—1.2 см в ширину.
Соцветие одноцветковое, до 12—18 см длиной.
Цветки до 6—10 см в диаметре. Парус белый или желтовато-розовый с розовым или буроватым центром,  3—5 на 2.6—4.2 см. Нижний чашелистик эллиптический, 2.4—5 на 1.3—2.2 см. Лепестки от желтовато-коричневого до карминно-коричневого цвета с желтоватым краем, 3.6—5 на 1—2,2 см, с волнистым краем. губа желтовато-коричневого, от желтого до розовато-карминно-коричневого цвета, 3—4,5 на 3—3,5 см. Стаминодий светло-желтый с оранжевой макушкой, обратнояйцевидный, 9—11 на 8—10 мм.
Хромосомы — 2n=26.

## Ареал, экологические особенности
Южный Китай (Гуанси-Чжуанский автономный район, Юньнань, Гуйчжоу), северный Вьетнам (во Вьетнаме только Paphiopedilum barbigerum var. lockianum), северная Мьянма, северный Таиланд (требует подтверждения), может быть найден в известняковых регионах северного Лаоса на границе с Вьетнамом.
Широколиственные вечнозеленые леса на скалистых участках сложенных из кристаллического известняка. На высотах от 1000 до 1100 метров над уровнем моря.
Цветение: сентябрь — ноябрь. Вид очень редок.
Диапазон температур: 11—28 °C. Тенистые местообитания. Почва: рН 7,0.
Относится к числу охраняемых видов (I приложение CITES).

## В культуре
Температурная группа — умеренная.
Посадка в пластиковые и керамические горшки с несколькими дренажными отверстиями на дне, обеспечивающими равномерную просушку субстрата.
Частота полива подбирается таким образом, чтобы субстрат внутри горшка не успевал высохнуть полностью.
Основные компоненты субстрата: см. статью Paphiopedilum.
По мнению некоторых коллекционеров является кальцефилом.
Некоторые известные клоны:
- Paph. barbigerum 'Candor Caile' HCC/AOS